# Lake Kapowsin
Lake Kapowsin kəˈpaʊ.ə.sᵻn ist ein See im Pierce County im US-Bundesstaat Washington, etwa auf halbem Weg zwischen Tacoma am Puget Sound und dem Mount Rainier in der Kaskadenkette. Der See ist 4 km lang und 240 … 800 m breit; er liegt in einem Schmelzwasserkanal der Puget-Zunge des Vashon-Gletschers aus dem Pleistozän. Eine kleine unbenannte Insel liegt in der nördlichen Hälfte des Sees. Wie durch einen überschwemmten Wald und andere Merkmale angezeigt, wurde der Puyallup River vor 550 Jahren durch einen Lahar vom Mount Rainier, dem Electron Mudflow, überformt. Der Erdrutsch füllte den Kanal teilweise auf (was zu seinem heutigen flachen Boden führte) und blockierte den Abfluss des Ohop Creek, so dass der heutige Lake Kapowsin entstand.:A69–A70
Eine Strecke der Tacoma Rail führt an der Westseite des Sees entlang und verbindet so wie auch die Orville Road Eatonville im Süden mit dem Ort Kapowsin.
Im See gibt es eine Reihe von Fischarten darunter eingesetzte Regenbogenforellen, die wie die Amerikanischen Flussbarsche vom Washington State Department of Fish and Wildlife als „exzellent“ für Angler klassifiziert werden.

## Weitere Quellen
- Lake Kapowsin could be state’s first freshwater reserve (= Waterline). Washington State Lake Protection Association, Juni 2015 (englisch, walpa.org).
- Voss Resort. In: Geographic Names Information System. United States Geological Survey, United States Department of the Interior (englisch).